# Microrégion du Cariri occidental
La microrégion du Cariri occidental est l'une des quatre microrégions qui subdivisent la région de la Borborema de l'État de la Paraíba au Brésil.
Elle comporte 17 municipalités qui regroupaient 114 164 habitants en 2006 pour une superficie totale de 6 984 km2.

## Municipalités[1]
- Amparo
- Assunção
- Camalaú
- Congo
- Coxixola
- Livramento
- Monteiro
- Ouro Velho
- Parari
- Prata
- São João do Tigre
- São José dos Cordeiros
- São Sebastião do Umbuzeiro
- Serra Branca
- Sumé
- Taperoá
- Zabelê